# Passagem por Lisboa
Passagem por Lisboa é um filme português realizado em 1994 por Eduardo Geada.
Ao fim de quase dez anos de ausência da longa metragem, Eduardo Geada, surgiu em 1994 com "Passagem por Lisboa". Trata-se de uma envolvente e intrigante evocação de Lisboa no início dos anos 40 que, em plena 2ª Guerra Mundial e devido à neutralidade de Portugal, se transformou num centro cosmopolita de espionagem, onde se cruzavam grandes personalidades e refugiados em trânsito, bem como espiões e assassinos de todos os tipos. Geada mistura, habilmente, ficção e realidade num delicioso e pituresco filme de espionagem, marcado por uma certa carga nostálgica e uma forte evocação da memória do cinema. Uma colorida reconstituição de um tempo de grandes incertezas e opções irreversíveis que se perdiam e ganhavam numa cidade tentacular, romântica e perigosa, ironicamente transformada numa porta de esperança e liberdade da Europa devastada pela intolerância, pela perseguição e pela opressão.

## Sinopse
Numa noite de Junho de 1940, na zona portuária de Lisboa, um francês é abatido a tiro e lançado ao Tejo. No dia seguinte na Embaixada Britânica, Ralph, Connie e Jorge, que trabalham na escuta de mensagens alemãs, ficam a saber que a famosa actriz Pola Negri chega a Lisboa nesse dia. Enquanto Jorge vigia no hotel Avenida Palace a velha vedeta do cinema, em Cascais na vivenda Espírito Santo, o inspector Antunes observa o banqueiro em animada conversa com dois ilustres convidados: Primo de Rivera e o duque de Windsor. Jorge conduz, mais tarde, um diplomata inglês a casa de Espírito Santo e, apesar do seu ar desinteressado, estava bem consciente da perigosa história de espionagem em que acabava de se envolver.

## Ficha Técnica
Argumento – Eduardo Geada
Dialogos - Eduardo Geada, Norberto Barroca, David Prescott
Realizador – Eduardo Geada
Fotografia - Mário de Carvalho
Cenografia - António Casimiro
Musica - Mário Laginha
Montagem - Manuel Mouzos
Som - Gita Cerveira
Produtor -  António da Cunha Telles
Director de Produção - António Gonçalo
Produção – Animatógrafo
Género – ficção
Formato – 35 mm cor
Duração – 105’
Estreia – Setembro de 1994

## Elenco
Actores principais
Anthony Story; 
Margarida Reis; 
Jennifer Hamilton; 
Tom Hardy; 
George Ritchie; 
Jessica Weiss; 
Benjamim Falcão; 
Armando Cortez; 
Manuela Maria; 
Ana Catalão; 
Paulo Filipe; 
Guilherme Filipe; 
Luís Anjos; 
Augusto Portela